# Méguet
Méguet este un oraș din departamentul Méguet, Burkina Faso.